# Austin-Healey 100-6
Austin-Healey 100-6 er en to-sæders roadster, der blev annonceret i slutningen af september 1956 og blev produceret fra 1956 til 1959. Det var en erstatning for Austin-Healey 100 og den blev efterfulgt af Austin-Healey 3000; tilsammen er de tre bilmodeller blevet kendt som de Store Healeys.
100-6-modellen havde en 50,8 mm bredere akselafstand end 100-modellen, en kraftigere rækkemotor-6 i stedet for rækkemotor-4, og tilføjede yderligere to sæder (som senere blev et tilvalg). Karrosseriet blev strømlinet en smule med en mindre men bredere kølergrill, et luftindtag i kølerhjelmen og forruden blev fastmonteret.
Modellen blev produceret i to serier; 2+2 BN4 fra 1956-1959 og en 2-sæders BN6 i 1958–9.
Bilerne benyttede en tunet version af BMC C-Serie motor, der tidligere var blevet brugt i Austin Westminster, som oprindeligt havde genereret 102 hk, som i 1957 blev øget til 117 hk ved at montere et nyt grenrør og cylinderhoved. Det tidligere standard overdrive blev gjort til tilvalg.
I slutningen af 1957 blev produktionen flyttet fra Longbridge til MB-fabrikken i Abingdon. Der blev produceret 14.436 100-6'ere før produktionen blev stoppet.
En 117 hk BN6 blev testet af tidsskriftet The Motor i 1959, og den havde en topfart på 167.2 km/t og kunne accelerere fra 0-97 km/t på 10,7 sekunder. Brændstofforbruget var 13,6 L/100 km. Testbilen kostede £1307 inklusive skatter på £436.